# Bradina melanoperas
Bradina melanoperas là một loài bướm đêm trong họ Crambidae.